# Trifolium aureum
Trifolium aureum là một loài thực vật có hoa trong họ Đậu. Loài này được Pollich miêu tả khoa học đầu tiên.

## Hình ảnh

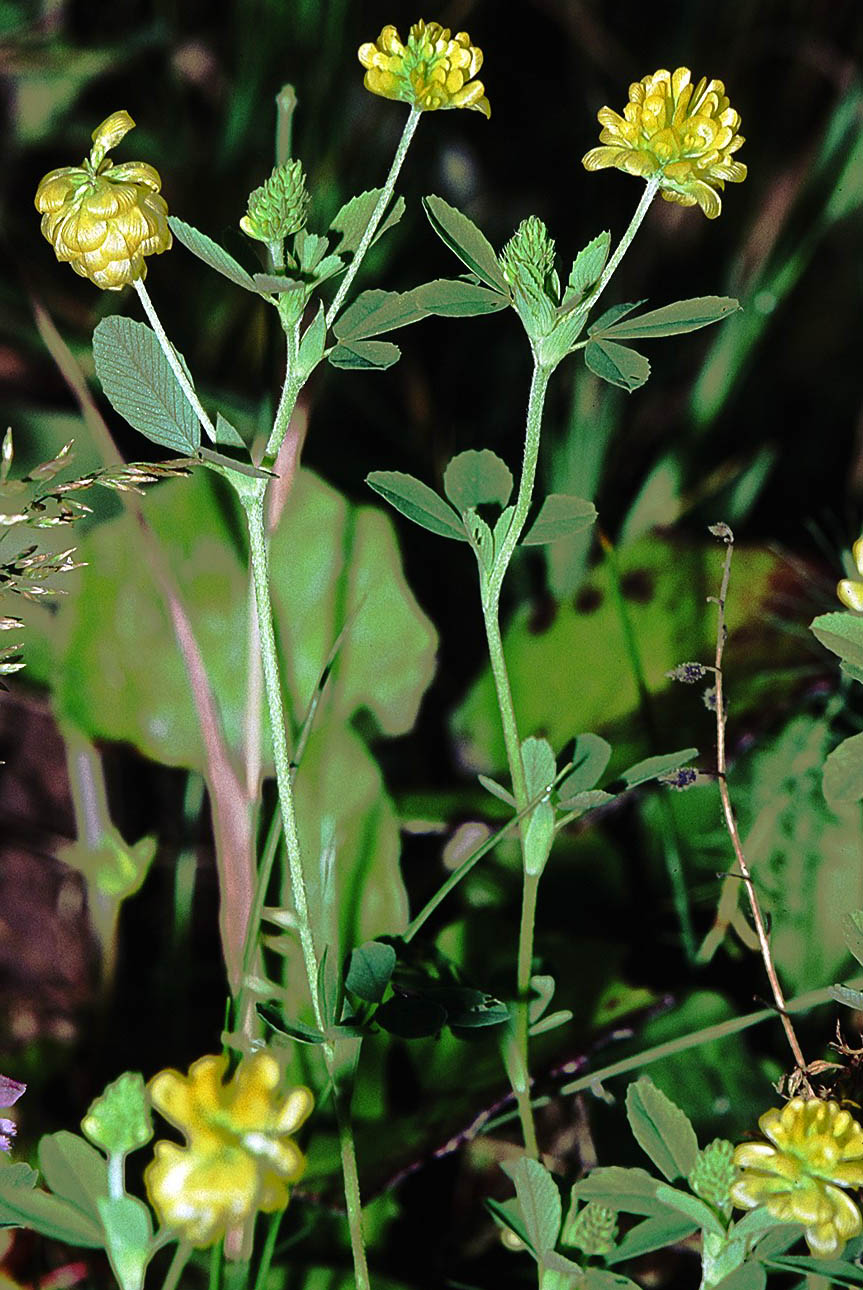
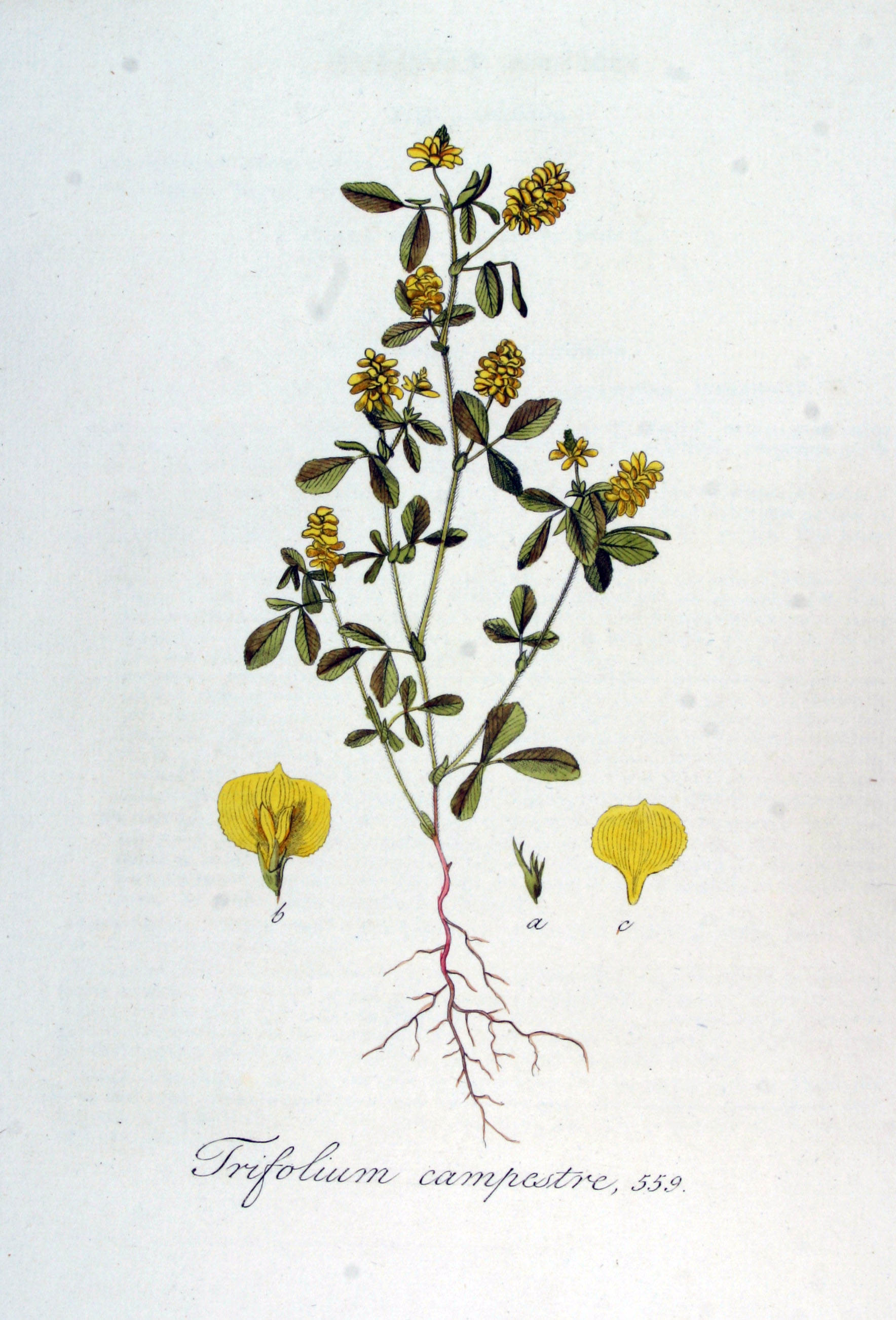
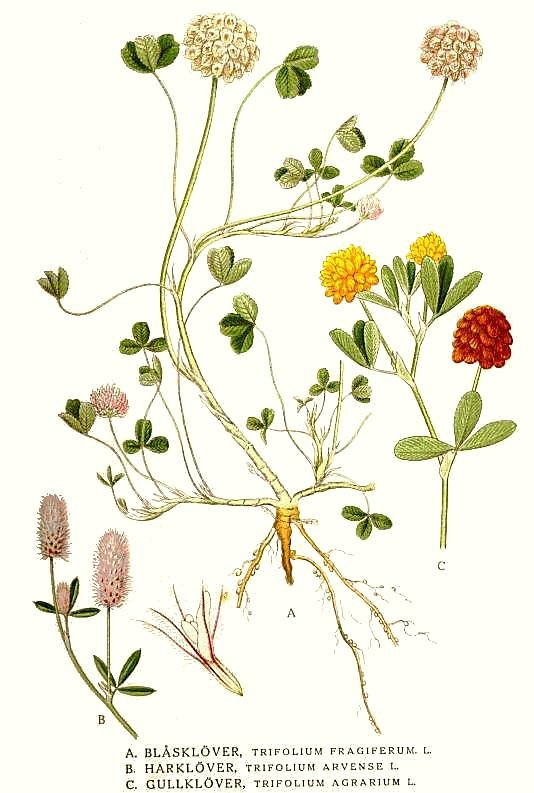
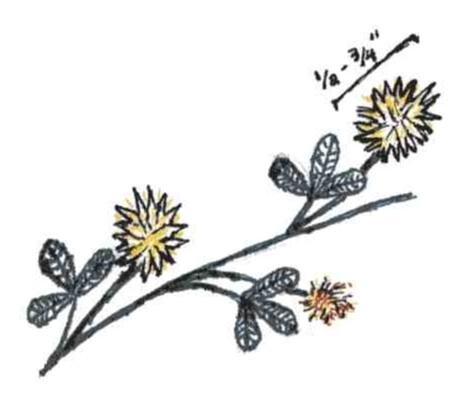